# 拟缅甸狼蛛
拟缅甸狼蛛（学名：Lycosa subbirmanica）为狼蛛科狼蛛属的动物。在中国大陆，分布于汕头等地。